# Calum Angus
Calum Angus, född 15 april 1986 i London, är en engelsk före detta fotbollsspelare.

## Karriär

### Tidig karriär
Angus föddes i London men flyttade med sin familj till Portsmouth i unga år. Vid 15 års ålder blev han ungdomsproffs i Portsmouth FC, men då de 2004 valde att inte förnya hans kontrakt flyttade han till USA och University of Saint Louis på ett fotbollsstipendium. Han hade en framgångsrik karriär på college där han fick många priser.
Han spelade även åtta matcher och gjorde två mål för den lokala klubben St. Louis Lions som spelade i USL Premier Development League.

### Proffskarriär
Angus blev inbjuden till MLS Player Combine 2009 i Florida inför MLS SuperDraft 2009. Efter att ha haft en bra collegekarriär trodde många journalister att han skulle bli draftad rätt tidigt i draften, så många blev överraskade när han blev odraftad. New York Red Bulls bjöd in honom till provspel i februari 2009, fast han fick inget kontrakt med klubben så han skrev senare istället på för Wilmington Hammerheads.
I juni 2009 blev han inbjuden till provspel med den svenska klubben GAIS och den 8 juli 2009 skrev han på för klubben med ett lånekontrakt på ett halvår med en köpoption på fyra år. Han gjorde sin debut för Gais mot Halmstads BK den 12 juli 2009. Han blev inbytt i den 81:a matchminuten och gjorde en kvittering för Gais i den 90:e matchminuten.
Efter en mycket dålig säsong för Gais 2012, fick Angus ett fribrev.  Detta utnyttjade han sommaren 2013, när han gick över till Pune FC och ersattes då i Gais av Daniel Mendes. Genom sina nyvunna kontakter kunde han hjälpa August Gustafsson Lohaprasert i dennes flytt till Buriram United.
I november 2014 värvades Angus av indiska Dempo. I juni 2016 blev han klar för spel i East Bengal.